# Campionati mondiali di ginnastica moderna 1971
I V Campionati mondiali di ginnastica moderna si sono svolti a L'Avana, a Cuba, dal 10 all'11 novembre 1971.

## Risultati
| Evento                          | Oro                                          | Argento | Bronzo |
| Individuale (cerchio)           | Marija Gigova Bulgaria 19,500                | Krasimira Filipova Bulgaria 19,350                                                                              | Neška Georgieva Bulgaria 19,050                                                                                |
| Individuale (fune)              | Marija Gigova Bulgaria 19,500                | Neška Georgieva Bulgaria 19,250                                                                                 | Krasimira Filipova Bulgaria / Elena Karpuchina Unione Sovietica / Al'fija Nazmutdinova Unione Sovietica 19,100 |
| Individuale (nastro)            | Al'fija Nazmutdinova Unione Sovietica 18,900 | Elena Karpuchina Unione Sovietica 18,800                                                                        | Galima Šugurova Unione Sovietica 18,750                                                                        |
| Individuale (palla)             | Sun Dok Jo Corea del Nord 18,950             | Al'fija Nazmutdinova Unione Sovietica / Galima Šugurova Unione Sovietica / Myong Sim Choi Corea del Nord 18,900 | -- |
| Individuale (concorso completo) | Marija Gigova Bulgaria 38,150                | Elena Karpuchina Unione Sovietica 37,850                                                                        | Al'fija Nazmutdinova Unione Sovietica 37,700                                                                   |
| Concorso a squadre              | Bulgaria 18,675                              | Unione Sovietica 18,575                                                                                         | Italia 18,325                                                                                                  |

## Medagliere
| Pos. | Nazione          | Oro | Argento | Bronzo | Totale |
| 1    | Bulgaria         | 4   | 2       | 2      | 8      |
| 2    | Unione Sovietica | 1   | 5       | 4      | 10     |
| 3    | Corea del Nord   | 1   | 1       | 0      | 2      |
| 4    | Italia           | 0   | 0       | 1      | 1      |